# Tom Farrell (Hürdenläufer)
Tom Farrell (eigentlich Thomas Stanley Farrell; * 23. September 1932 in Liverpool) ist ein ehemaliger britischer Hürden- und Mittelstreckenläufer.
Bei den Olympischen Spielen 1956 in Melbourne schied er über 400 m Hürden im Vorlauf aus.
1958 erreichte er für England startend bei den British Empire and Commonwealth Games in Cardiff über 440 Yards Hürden das Halbfinale. Bei den Leichtathletik-Europameisterschaften in Stockholm kam er über 400 m Hürden auf den vierten Platz.
Bei den Olympischen Spielen 1960 in Rom gelangte er über 800 m ins Viertelfinale.
1957 wurde er Englischer Meister über 440 Yards Hürden, 1960 über 800 m.

## Persönliche Bestzeiten
- 400 m Hürden: 50,98 s, 15. Juni 1960, London
- 800 m 1:48,0 min, 2. Juli 1969, Billingham